# Erich Leinsdorf
Erich Leinsdorf, geboren als Erich Landauer, (Wenen, 4 februari 1912 - Zürich, 11 september 1993) was een Oostenrijkse dirigent, die in 1938 na de Anschluss op grond van zijn jood-zijn het land moest verlaten en in 1942 staatsburger van de Verenigde Staten werd.
Hij studeerde in zijn geboortestad en behaalde daar in 1933 zijn diploma. In het daaropvolgende jaar werd hij assistent van Bruno Walter en Arturo Toscanini bij de Salzburger Festspiele. In 1937 dirigeerde hij voor de eerste maal aan de Metropolitan Opera in New York, waar hij zich het volgende jaar als vluchteling blijvend vestigde. Na de oorlog dirigeerde hij bij gelegenheid ook weer in Europa, maar hij was hoofdzakelijk in de Verenigde Staten werkzaam, waar hij in het bijzonder als Wagner-dirigent gewaardeerd werd, maar ook bijvoorbeeld een aantrekkelijke Turandot van Giacomo Puccini opnam (met Birgit Nilsson, Jussi Björling en Renata Tebaldi). Over het algemeen gold Leinsdorf, deels door zijn opleiding, als een typische operadirigent.
In 1962 werd Leinsdorf opvolger van Charles Münch als chef-dirigent van de Boston Symphony Orchestra.
Van 1978 tot 1981 werkte hij intensief met het Radio-Symphonie-Orchester Berlin, thans: Deutsches Symphonie-Orchester Berlin, samen, waarmee hij in juni 1980 een tournee door Oost-Azië ondernam.

Leinsdorf dirigeerde sinds de jaren vijftig een aantal keer het Koninklijk Concertgebouworkest, voor het laatst in november 1989.
Leinsdorf arrangeerde ook een suite uit de opera Pelléas et Mélisande, van Claude Debussy.

## Discografie
De volgende lijst komt voor in de „Opernlexikon“ von Horst Seeger, Henschelverlag Berlin (DDR), 4. Auflage 1989:
- Richard Wagner: Die Walküre, Lohengrin, Tristan en Isolde, Die Meistersinger von Nürnberg
- Giacomo Puccini: Tosca, Madama Butterfly, Turandot, La bohème, Il Tabarro
- Richard Strauss: Ariadne auf Naxos, Salome
- Giuseppe Verdi: Aida, Un ballo in maschera, Macbeth
- Wolfgang Amadeus Mozart: Così fan tutte, Don Giovanni, Le Nozze di Figaro
- Erich Korngold: Die tote Stadt
- Gaetano Donizetti: Lucia di Lammermoor
- Gioacchino Rossini: Il barbiere di Siviglia
- Peter Cornelius: Der Barbier von Bagdad

Leinsdorf nam naast opera's ook symfonieën en andere orkestwerken op, onder meer van Anton Bruckner, Béla Bartók (Konzert für Orchester; Magyar Képek [Ungarische Skizzen]), Zoltán Kodály (Háry János Suite), Franz Schmidt, Gustav Mahler (Symfonie Nr. 1 ("Der Titan")) en Sergej Prokofjev.